# Tionde

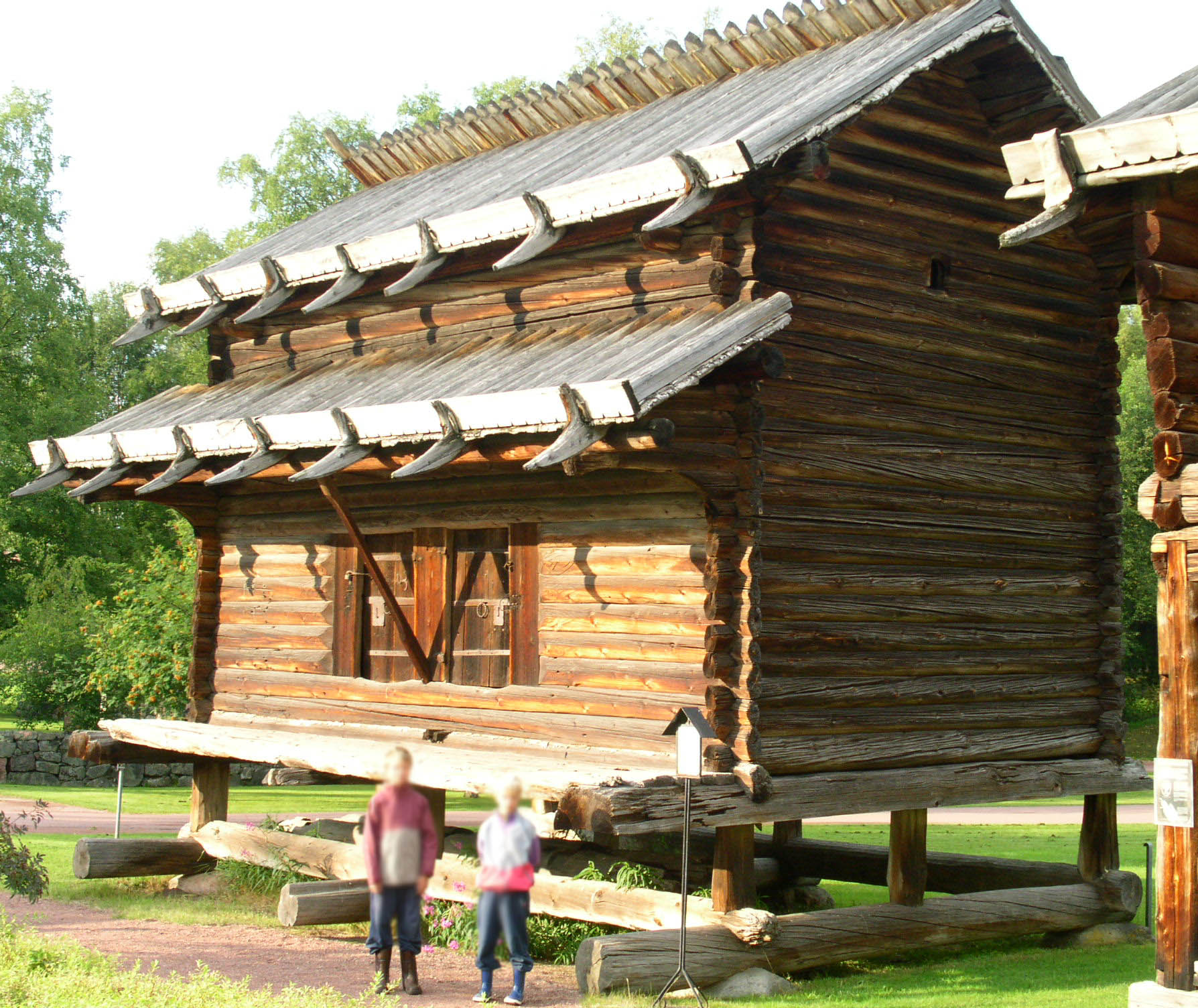
Kyrkhärbret i Älvdalen är ett tiondehärbre där tiondet från församlingen förvarades. Härbret är dendrokronologiskt daterat till år 1285.

Tionde var en skatt som kyrkan uppbar från jordbrukare i många kristna länder. Tiondet motsvarade ursprungligen 1/10 av jordbrukets produktion efter ett i detalj utarbetat system och brukade betalas in natura med produkter från gården. I Sverige övergick vid reformationen två tredjedelar av tiondet till staten som kronotionde. Kyrkan skulle därefter erhålla den återstående tredjedelen av jordbruksproduktionen. Detta utgjorde en del av prästens lön före införande av kontantlön.
I babylonsk lag kallades den tioprocentiga skatten "ešretū". Tiondet har omnämns sedan i Gamla Testamentet (1 Mos. 14:20 och 5 Mos. 14:22). Än idag praktiseras frivilligt och anonymt tiondegivande, exempelvis av vissa medlemmar i svenska frikyrkor. Syftet är vanligen att betala prästlönerna, hjälpa mindre bemedlade, och sköta kyrkans byggnader. Tiondets frivillighet har varierat, idag är det helt frivilligt, men kyrkoskatt kan ses som en fortsättning av den. 

## Exempel på texter
- 1 Mosebok 14:18–20
  - Abraham ger tionde till Melkisedek, kungen av Salem: "Melkisedek, kungen i Salem, kom ut med bröd och vin; han var präst åt Gud den Högste, och han välsignade Abram: »Välsignad vare Abram av Gud den Högste, himlens och jordens skapare. Välsignad vare Gud den Högste som gav dina fiender i ditt våld.« Och Abram lämnade honom tionde av allt"

- 3 Mosebok 27:30–32
  - Här fastställs principen om tionde som en helig handling: "Allt tionde av jorden, både av säd från marken och av frukten från träden, tillhör Herren. Det är helgat åt Herren."

- 4 Mosebok 18:21
  - Tionde gavs till leviterna som en del av deras försörjning: "Och till Levi stam har jag givit allt tionde i Israel som arv, som lön för den tjänst de gör, den tjänst som utförs vid uppenbarelsetältet."

- Malaki 3:10
  - Som handlar om att bringa tionde till förrådshuset: "Kom med hela tiondet till förrådshuset, så att det finns mat i mitt hus. Sätt mig på ett sådant prov, säger Herren Sebaot, då kommer jag att öppna himlens fönster och låta ymnig välsignelse strömma ner över er."

- Lukas 18:12, och Matteus 23:23. Sedan finns även andra texter som påpekar gåvors nytta som 2 Korinthierbrevet 9:6–7, Markus 12:41–44, Didaché, och Apostlagärningarna 2:44–45.

## Tionde i Norden
I Norden började det införas på 1000-talet, Island var först där det lagfästes år 1096, men först vid 1200-talets slut var det helt reglerat i Sverige. Bönderna var av naturliga skäl mindre nöjda med den nya beskattningen och uppror förekom, från 1180 (mot Absalom) och framåt.
Skatten blev naturligtvis olika beroende på vilka slags produkter varje landsända producerade. Enligt Upplandslagen från 1350 betalades sädestiondet med råg, vete, lin, hampa, rovor, ärtor, bönor och humle. Kvicktiondet kunde betalas med grisar, gäss, kalvar, lamm, fisk och gråverk (ekorrens vinterpäls). De som inte odlade något (till exempel hantverkare) kunde betala med kontanter. Vanligtvis gick 1/3 av tiondet till sockenprästen, 1/3 till sockenkyrkan (byggningssäd) och de fattiga samt 1/3 till biskopen. Det fanns dels ett sädestionde, (jordbruksprodukter), dels ett kvicktionde (djur). 
I Dalalagen stadgas om tionde: "Bonde skall giva i tionde åt präst sin var tionde kalv eller en penning i stället, vart tionde lamm eller en penning i stället, var tionde gås eller ½ penning i stället, var tionde killing eller ½ penning i stället. Bonden skall rätt tionde göra av ärter, av humlegård, av lin var sextonde kärve, så ock av hampa, var tionde fisk av varje fångst vid lektid." I Hälsingland gällde det att utskifta tionde inte enbart av spannmål, kreatur och smör utan även av säl och gråverk, lax och annan fisk, skogsfågel och annat mindre villebråd, ja även av lårbogar av älg och björn.
En av de äldsta dokument som bevarats i Sverige är en påvlig bulla från Gregorius VII år 1081 där påven påbjuder att tionde ska erläggas. Åttio år senare nådde ännu en påvebulla Sverige. I den står det: "Så väl det nya som det gamla förbundets lag bjuder, att tionde skall lämnas åt prästerna och andra kyrkans tjänare. De, som samvetsgrant givit tionde av sin egendom, skola kunna förtjäna både det som jordiskt och det som himmelskt är och överflöda i allt gott. Men om någon gång hunger, brist eller fattigdom hemsöker världen, veten att det kommer helt visst av Guds vrede över att tionde ej gives! Ty Herren klagar över att vara i sina tjänares personer besviken. Sådan är, enligt den utmärkte läraren Augustini vittnesbörd, Guds heliga vana, att de, som icke giva tionde, skola bringas ned till tiondedelen av sin förmögenhet. Därföre, om I viljen av Gud vinna lön och förtjäna förlåtelse, given tionde och utskiften allmosor av de återstående nio delarna!"
I Danmark där det medeltida systemet var snarlikt det svenska drogs 1536 biskopens andel in till kronan medan kyrkan behöll 2/3 (varav hälften till prästen). De gjorde att i de gamla danska landskapen fortsatte 2/3 av tiondet att gå till kyrkan. I Jämtland kom dock med tiden hälften av tiondet att gå till kyrkan och hälften till staten, frånräknat tre socknar, där kyrkan fortsatte att erhålla 2/3. På Gotland hade tradtionellt hälften av tiondet gått till prästerna och hälften till kyrkan. Kyrkans andel drogs in i samband med att Gotland blev svenskt, men kom huvudsakligen även fortsättningsvis att anslås till prästlöner. Kronotiondet kom att användas för att underhålla kyrkor, för bekostandet av olika skolor, sjukhus med mera. Dessutom förekom olika "avkortningar" från kronotiondet såsom: vin- och byggnadsssäd (för att inköpa nattvardsvin men även för underhåll av inventarier och byggnader), domkyrkotunnan för underhåll av domkyrkorna, prostetunna som ersättning till kontraktsprostar för administrativa uppgifter och ersättning för härbärge i samband med visitationer och så vidare, barnhustunna för underhåll av föräldralösa barn, bibeltryckstunnan med flera.
Bullans påstående att Nya testamentet påbjuder tionden saknar bevis, och de ord som påstås komma från Augustinus är från en predikan som falskeligen tillskrivits kyrkofadern.
I samband med Västerås recess 1527 drogs 2/3 till kronan istället, (kronotionde) medan prästen fick behålla sin tredjedel. Kronotiondet avvecklades mellan åren 1885–1903, och prästens tionde avskaffades 1910.

## Nutida tionde
Ett frivilligt tiondegivande praktiseras än i dag, bland annat av vissa medlemmar i kristna frikyrkor, som anonymt ger 10 procent av sin netto- eller bruttoinkomst till kyrkan och andra insamlingar.
- Jesu Kristi Kyrka av Sista Dagars Heligas medlemmar, mormonerna, betalar tionde till kyrkan.
- Judendomen har מעשר; "ma'aser" som gick till prästerskapet (som תְּרוּמָה), men även de fattiga (som " מַעְשַׂר עָנִי ma'sar ani").
- Islam har ett liknande koncept, kallat Zakat om ca 2,5%, vanligen av förmögenhetsökningen.
- Sikhism har Dasvandh som även det är 10%.